# Patrick Burgmeier
Patrick Burgmeier (24 maggio 1980) è un ex calciatore liechtensteinese, di ruolo centrocampista.

## Carriera

### Nazionale
Ha collezionato 6 presenze con la propria nazionale.